# Tony Atlas
Anthony White (* 23. April 1954 in Roanoke, Virginia, Vereinigte Staaten, Ringname Tony Atlas) ist ein ehemaliger US-amerikanischer Wrestler, Bodybuilder und Powerlifter. Seit 2006 ist er Mitglied der WWE Hall of Fame.

## Karriere

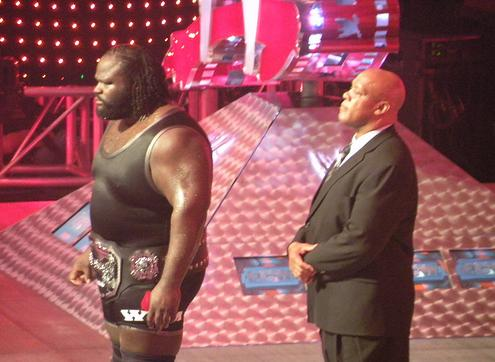
Anthony White (r.) mit Mark Henry

White war schon zu seinen Anfangszeiten sehr erfolgreich und wurde im Jahr 1974 Mr. Teenage Virginia im Bodybuilding, Virginia Champion im Powerlifting und Virginia State Champion im Wrestling. Im gleichen Jahr begann er auch professionell zu wrestlen, betrieb aber auch nach wie vor Bodybuilding und Powerlifting.
In seiner Wrestlingkarriere trat er sowohl für den Wrestlingdachverband NWA, die WCW und die damalige World Wrestling Federation an.
Sein größter Erfolg hierbei war der Gewinn des Tag Team Titels der WWF zusammen mit Rocky Johnson und die Tatsache, dass er der Erste war, der Hulk Hogan in der WWF legal besiegen durfte. Aber auch in den anderen Sportarten konnte er Erfolge verbuchen. Darunter die Titel Mr. USA und AAU Mr. Universe im Bodybuilding, sowie mehrere Powerlifting Titel. White war nach seinem Engagement als Saba Simba im Jahr 1991 in der WWF, sowie einem kurzen Gastspiel bei der WCW ein Jahr später, noch gelegentlich als Wrestler in den unabhängigen Ligen der Vereinigten Staaten tätig, konzentrierte sich allerdings hauptsächlich auf seinen Job als Fitness- und Wrestling-Trainer.
Er ist seit 2006 Mitglied der WWE Hall of Fame. Seit dem 8. Juli 2008 trat er regelmäßig bei World Wrestling Entertainment als Begleiter von Mark Henry auf, bestritt dabei auch vereinzelt selbst Matches. Nachdem Henry zu RAW wechselte, wurde er Ansager der Abraham Washington Show.
Nach Auflösung der ECW war er nicht mehr im Fernsehen zu sehen. Am 30. April 2010 wurde White von der WWE entlassen.
Seit 17. April 2014 ist White als Teilnehmer der Show „WWE Legends´House“ im WWE Network zu sehen.

## Erfolge

### Titel
Continental Wrestling Association Memphis
- CWA Heavyweight Title

European Wrestling Association
- EWA Heavyweight Title

International Wrestling Cartel
- IWC Heavyweight Title

National Wrestling Alliance
- NWA Georgia Heavyweight Title
- NWA Georgia Tag Team Title
- NWA West Virginia/Ohio Heavyweight Title

Pro Wrestling Xplosion
- PWX Tag Team Title

UWS
- UWS Heavyweight Title
- UWS Tag Team Title

World Class Wrestling Association
- WCWA Television Title
- WCWA Texas Tag Team Title

World Wrestling Council
- WWC Caribbean Title

World Wrestling Entertainment
- WWF World Tag Team Title

World Wide Wrestling Association
- WWWA Intercontinental Title

### Auszeichnungen
World Wrestling Entertainment
- 2006: Aufnahme in die WWE Hall of Fame